# Saulnes
Saulnes – miejscowość i gmina we Francji, w regionie Grand Est, w departamencie Meurthe i Mozela.
Według danych na rok 1990 gminę zamieszkiwały 2473 osoby, a gęstość zaludnienia wynosiła 618 osób/km² (wśród 2335 gmin Lotaryngii Saulnes plasuje się na 175. miejscu pod względem liczby ludności, natomiast pod względem powierzchni na miejscu 1095.).